# نخستین حلقه (فیلم)
نخستین حلقه (انگلیسی: Le Premier Cercle) یک فیلم در ژانر درام، مهیج، و معمایی به کارگردانی لورن توئل است که در سال ۲۰۰۹ منتشر شد.

## بازیگران
- ژان رنو
- گاسپار اولیل
- واینا ژوکونته
- سامی بواجیله
- ژیزل کزدزو
- فیلیپ لروآ